# Tyranovití
Tyranovití (Tyrannidae) jsou jednou z největších ptačích čeledí, která celkem zahrnuje přes 100 rodů a více než 400 druhů pěvců. Jsou to ptáci Nového světa, hojní v Severní i Jižní Americe, v Evropě se nevyskytují.

## Charakteristika čeledě
Tyranovití tvoří různorodou čeleď ptáků různého zbarvení i velikosti. Živí se převážně hmyzem, významné rozdíly existují i ve způsobu jeho lovu – některé druhy číhají na vyvýšeném místě, jiné jej loví v letu, pátrají po něm ve skulinách nebo hledají na zemi. Větší druhy chytají i drobné obratlovce nebo vybírají hnízda jiných ptáků, naopak někteří další tyrani jsou specializovaní na pojídání rostlin.
Žijí v trvalých párech a agresivně si brání svůj hnízdní okrsek, z něhož vyhánějí i větší ptáky. Typicky staví zavěšená hnízda zvoncovitého tvaru, jsou však známa i otevřená miskovitá hnízda a některé druhy hnízdí v dutinách stromů. Samice snáší 2–3 vejce.
Druhy obývající chladné oblasti jsou tažné.

## Rody
V češtině má většina rodů tyranovitých rodové jméno tyrančík, méně často tyran, tyranovec nebo tyránek.

## Zástupci
- tyran bentevi
- tyran královský
- tyran křiklavý
- tyranovec královský
- tyranovec domácí